# Sivuca (delegado)
José Guilherme Godinho Sivuca Ferreira (Valença, 22 de setembro de 1930 — Rio de Janeiro, 15 de agosto de 2021), conhecido também como Sivuca, foi um policial e político brasileiro.

## Biografia
Membro da Scuderie Detetive Le Cocq, foi um dos responsáveis pela morte do bandido Cara de Cavalo. Muitos dos integrantes da Escuderia Le Cocq, que tinha como objetivo a repressão ao crime, executaram bandidos ao longo do tempo o que ocasionou passarem a ter a sigla EM, no popular, como referente a esquadrão da morte.
“Bandido bom é bandido morto!” foi o slogan de sucesso da campanha eleitoral utilizada por José Guilherme Godinho, o Sivuca, quando Delegado de Policia do Rio de Janeiro, para se eleger em meados da década de 80 (1986) Deputado Estadual, sendo que os postes públicos no centro do RJ tinham cartazes com esse slogan.
O Delegado Sivuca foi da Polícia Especial, esta responsável pela guarda pessoal de Getúlio Vargas, mas com a extinção dessa polícia com a criação do Estado da Guanabara em 1960, passou com outros, como Detetive, a integrar a Polícia Civil do Novo Estado que por meio do Secretário de Segurança Pública Luís França passou a fazer parte dos “doze homens de ouro” da polícia carioca com o objetivo de “limpar a cidade”. Com a morte do Detetive Milton Le Cocq pelo famoso bandido Cara de Cavalo, criaram a Escuderia do Detetive Le Cocq que era simbolizada por uma caveira com dois ossos da tíbia cruzados por baixo, e a sigla E.M. que, na verdade, simbolizava Esquadrão Motorizado que outrora o próprio Delegado Sivuca integrou quando da Polícia Especial. Reza à lenda que o bandido Cara de Cavalo foi morto à época (década de 60) com mais de 50 tiros, tendo entre os seus executores os policiais Sivuca e Luís Mariano.
Foi eleito deputado estadual pelo Partido da Frente Liberal (PFL) nas Eleições estaduais no Rio de Janeiro em 1990 e reeleito nas Eleições estaduais no Rio de Janeiro em 1994, pelo Partido Progressista Reformador (PPR).
No ano de 2021, Sivuca morreu aos noventa anos no Rio de Janeiro, devido complicações relacionadas à COVID-19, em meio a Pandemia de COVID-19 no Brasil.